# Japoniobates serratus
Japoniobates serratus är en mångfotingart som beskrevs av Karl Wilhelm Verhoeff 1942. Japoniobates serratus ingår i släktet Japoniobates och familjen Okeanobatidae. Inga underarter finns listade i Catalogue of Life.